# Darnis latior
Darnis latior är en insektsart som beskrevs av Fowler. Darnis latior ingår i släktet Darnis och familjen hornstritar. Inga underarter finns listade i Catalogue of Life.